# Ich will den Kreuzstab gerne tragen, BWV 56
Ich will den Kreuzstab gerne tragen, BWV 56 (Vull portar el pal de la creu content), és una cantata religiosa de Johann Sebastian Bach per al dinovè diumenge després de la Trinitat, estrenada a Leipzig, el 27 d'octubre de 1726.

## Origen i context
El llibret, un dels millors emprats per Bach, és d'autor desconegut que aprofita la sisena estrofa de Du, o schönes Weltgebäude de Johann Franck (1653), per al coral final. És una cantata escrita en primera persona del singular, fet que, probablement, empenyé Bach a escriure-la per a una sola veu. Tracta de la meditació per sobre del sofriment, tema de l'evangeli del dia Mateu (9, 1-18), que narra la curació d'un paralític. A la partitura autògrafa de Bach s'hi pot llegir Cantata à voce sola e stromenti, és una de les poques vegades que Bach denomina expressament cantata a una obra seva. Per a aquest diumenge es conserven, a més, la BWV 5 i la BWV 48.

## Anàlisi
Obra escrita per a baix i cor (només en el coral final); dos oboès, oboe da caccia, corda i baix continu. Consta de cinc números i amb la BWV 82 són les dues úniques cantates de Bach només per a baix solista.
1. Ària: Ich will den Kreuzstab gerne tragen (Vull portar el pal de la creu content)
2. Recitatiu: Mein Wandel auf der Welt (El meu singlar per la terra)
3. Ària: Endlich, endlich wird mein Joch (Per fi, per fi, em sento franc)
4. Recitatiu: Ich stehe fertig und bereit (Ja estic a punt i disposat)
5. Coral: Komm, o Tod, du Schlafes Bruder (Vine, o mort, del son germana)

L'ària inicial, sense introducció i de gran bellesa, s'aparta de la convencionalitat formal per tal d'expressar millor el subjectivisme de la meditació per sobre el sofriment. El recitatiu que segueix, número 2, té el violoncel de protagonista que descriu el moviment de les onades amb arpegis de semicorxeres, alhora que el baix continu reflecteix la remor del mar; tot il·lustrant el viatge en vaixell que porta al Reialme del Cel. La segona ària, número 3, amb oboè solista, amb ritme de dansa afirma de manera exultant la certesa de la fe. Un recitatiu acompanyat de tota la corda porta al coral final, que reclama la benevolència i el consol de la mort Té una durada aproximada d'uns vint minuts.

## Discografia seleccionada
- J.S. Bach: Das Kantatenwerk. Sacred Cantatas Vol. 3. Gustav Leonhardt, Knabenchor Hannover (Heinz Martin, director del cor), Leonhardt-Consort, Michael Hannover. (Teldec), 1994.
- J.S. Bach: The complete live recordings from the Bach Cantata Pilgrimage. CD 46: Erlöserkirche, Potsdam; 29 d'octubre de 2000. John Eliot Gardiner, Monteverdi Choir, English Baroque Soloists, Peter Harvey. (Soli Deo Gloria), 2013.
- J.S. Bach: Complete Cantatas Vol. 17. Ton Koopman, Amsterdam Baroque Orchestra & Choir, Klaus Mertens. (Challenge Classics), 2005.
- J.S. Bach: Cantatas Vol. 41. Masaaki Suzuki, Bach Collegium Japan, Peter Kooij. (BIS), 2008.
- J.S. Bach: Church Cantatas Vol. 18. Helmuth Rilling, Gächinger Kantorei, Bach-Collegium Stuttgart, Adalbert Kraus. (Hänssler), 1999.
- J.S. Bach: Cantatas for the Liturgical Year Vol 1. Sigiswald Kuijken, La Petite Bande, Dominik Worner. (Accent), 2006.
- J.S. Bach: Cantatas 56 & 82. Frans Brüggen, Barock Ensemble, Max van Egmond. (Sony), 1997.
- J.S. Bach: Solo Cantatas. Philippe Herreweghe, Collegium Vocale Gent, Peter Kooij. (Harmonia Mundi), 2010.
- J.S. Bach: Actus tragicus. Cantatas 106, 131, 99, 56, 82 & 15. Joshua Rifkin, The Bach Ensemble, Jan Opalach. (Decca), 1998.